# Herman Krebbers

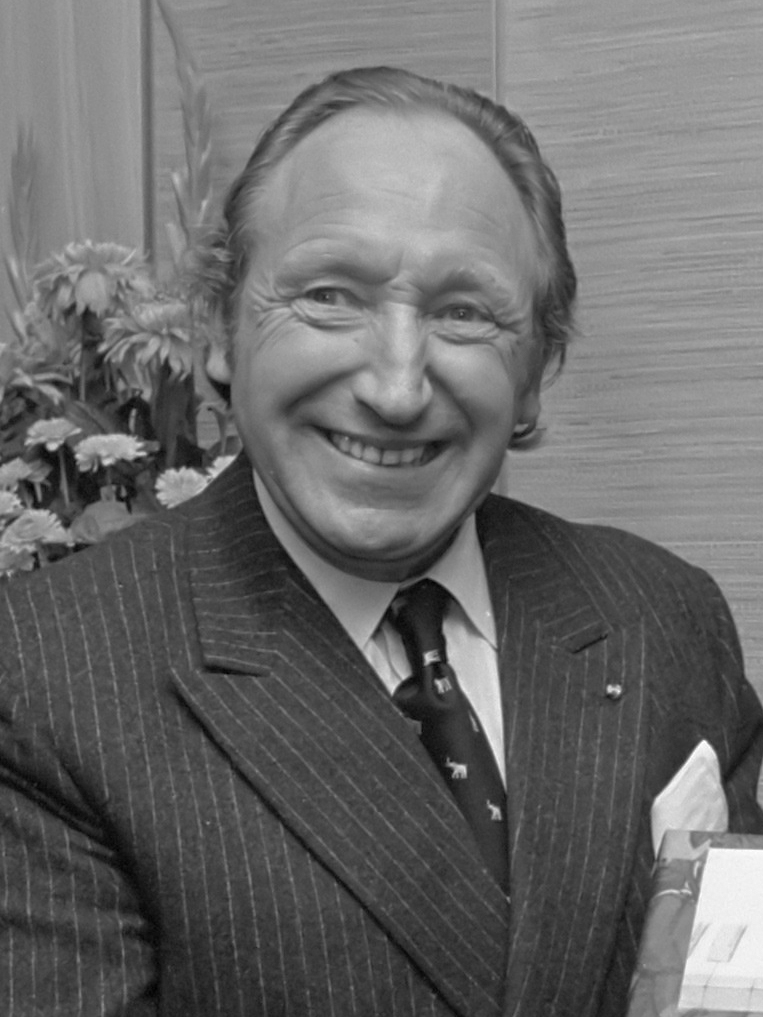
Hermann Krebbers (1974)

Herman Krebbers (* 18. Juni 1923 in Hengelo; † 2. Mai 2018 in Tilburg) war ein niederländischer Violinist und gefragter Violinpädagoge.

## Leben und Wirken
Herman Krebbers studierte in Amsterdam bei Oskar Back (1879–1963). 1943 hatte der 19-Jährige sein Debüt beim Concertgebouw-Orchester, dessen Konzertmeister er 1962 wurde. Parallel begann er eine glänzende Laufbahn als Solist und Kammermusiker. Nach einem Unfall im Jahre 1979 musste er seine Solistentätigkeit einschränken.
Als Lehrer der Meisterklasse am Konservatorium Amsterdam verschaffte er sich weltweite Anerkennung und bildete viele namhafte Geiger aus, unter anderem Frank Peter Zimmermann, Jeanne Lamon, Sophia Jaffé, Vera Beths, Emmy Verhey und Rudolf Koelman. Auch André Rieu hat Meisterkurse bei Krebbers besucht. 2009 beendete Herman Krebbers offiziell seine musikalische Laufbahn und übertrug sein Privatarchiv dem Geigenbauer André van Putten, mit dem ihn eine langjährige Freundschaft verband.

## Diskografie (Auswahl)
- 1978: Concertgebouworkest O.L.V. Bernard Haitink Brahms Vioolconcert (NL: Gold)[3]
- 1978: Concertgebouworkest O.L.V. Bernard Haitink Beethoven Vioolconcert (NL: Gold)
- 1979: Mozart Vioolconcerten Nr.2 In D KV 211 Nr.4 In D KV 218 (NL: Gold)